# Lessoniaceae
Lessoniaceae is een familie van bruinwieren.

## Geslachten
- Ecklonia
- Eckloniopsis
- Egregia
- Eisenia
- Lessonia